# ヘレナ・マットソン

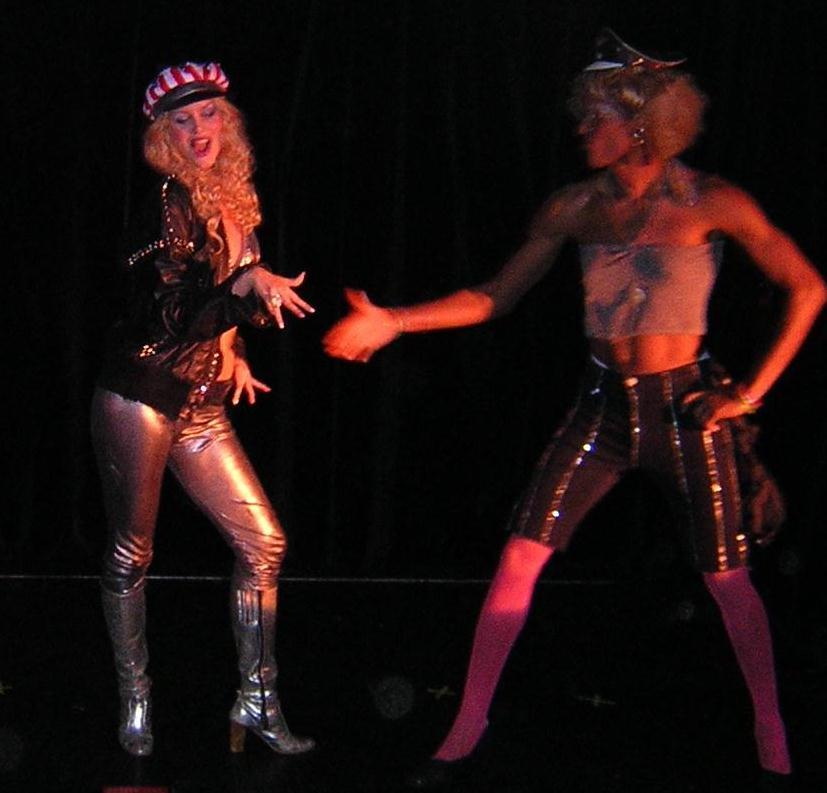
写真左側＝『Wild Side Story』のBetty-Sue役（2002年、ストックホルムにて）

ヘレナ・マットソン（Helena Mattsson、1984年3月30日 - ）は、スウェーデン出身のハリウッド女優。

## 来歴
ヘレナ・マットソンは、スウェーデンのストックホルムで生まれ育ち、現地のキャバレーで『Wild Side Story』などの舞台を踏んだ後、演劇学校に通うために若くしてイギリスのロンドンに引っ越した。
19歳の時、アメリカ合衆国カリフォルニア州のハリウッドに引っ越し、以後ずっと住んでいる。
2006年、プライマル・スクリームの「Country Girl」のミュージック・ビデオに出演。
2007年、『スピーシーズ4 新種覚醒』に主演。
2009年、『You and I』、『サロゲート』（タッチストーン・ピクチャーズ）などの劇場映画に出演。
テレビでは、『デスパレートな妻たち』（ABC系列）と『NIKITA / ニキータ』（The CW系列）に各3回、ゲスト出演。2012年秋に放送開始となった『666 Park Avenue』（ABC系列）にアレクシス・ブルーム役でレギュラー出演している。

## 出演作品

### 映画
- Americanizing Shelley（2007年） - Actress #2役
- スピーシーズ4 新種覚醒 Species: The Awakening（2007年） - Miranda役
- You and I（2009年） - Kira役
- Nobody（2009年） - Lelle役
- サロゲート Surrogates（2009年） - JJ役
- アイアンマン2 Iron Man 2（2010年） - Beautiful girl役
- 劇場版 ムーミン谷の彗星 パペット・アニメーション Moomins and the Comet Chase|Moomins and the Comet Chase（2010年） - The Snork Maiden役（声）
- Audrey（2010年） - Tess役
- Melvin Smarty（2011年） - Sylvia役
- ガンズ・アンド・ギャンブラー Guns, Girls and Gambling（2011年） - ブロンド役
- ベイビー・メイク 私たちのしあわせ計画 The Babymakers (2012年) - ターニャ役
- セブン・サイコパス Seven Psycopaths（2012年） - Blonde Prostitute役
- 沈黙の粛清 Code of Honor（2016年） - ケリー・グリーン役

### テレビ番組
- Sex, Love & Secrets（2005年） - Alexis役（"Danger"にゲスト出演）
- CSI:ニューヨーク CSI: NY（2005年） - Lauren Redgrave役（"City of the Dolls"にゲスト出演）
- American Men (2006年） - Anya役
- Kitchen Confidential（2006年） - Beautiful blonde役（"An Affair to Remember"にゲスト出演）
- CSI:科学捜査班 CSI: Crime Scene Investigation（2007年） - Rebecca 'Becca' Mayford役（"Empty Eyes"にゲスト出演）
- コールドケース 迷宮事件簿 Cold Case（2007年） - Kateryna Yechenko役（"Cargo"にゲスト出演）
- Rx（2007年） - Jennifer役
- CSI:マイアミ CSI: Miami（2007年） - Juliana Ravez役（"Chain Reaction"にゲスト出演）
- チャーリー・シーンのハーパー★ボーイズ Two and a Half Men（2008年） - Ingrid役（"Damn You, Eggs Benedict"にゲスト出演）
- Rules of Engagement Rules of Engagement（2009年） - Martina役（"Lyin' King"にゲスト出演）
- Legend of the Seeker（2009年） - Salindra役（"Wizard"にゲスト出演）
- デスパレートな妻たち Desperate Housewives（2010年） - Irina Kosokova役（合計3話にゲスト出演）
- NCIS:LA 〜極秘潜入捜査班 NCIS Los Angeles（2010年） - Johanna役（"Full Throttle"にゲスト出演）
- メンタリスト The Mentalist（2010年） - Elsa Struven役（"Red Hot"にゲスト出演）
- ブレイクアウト・キング Breakout Kings（2011年） - Heather Storrow役（"1.4"にゲスト出演）
- Untitled Burr and Hart Project（2011年） - Madigan役
- デトロイト 1-8-7 Detroit 1-8-7（2011年） - Anna Gabov役（"Key to the City"にゲスト出演）
- NIKITA / ニキータ Nikita（2011年） - Cassandra役（"Looking Glass"と"London Calling"と"Arising"にゲスト出演）
- 666 Park Avenue（2012年 - ） - Alexis Blume役（レギュラー出演）
- 私立探偵マグナム Magnum P.I.(2021)　- Megan McGrady  "Whispers of Death" にゲスト出演